# Marvin da Graça
Marvin Martins Santos da Graça (ur. 17 lutego 1995 w Luksemburgu) – luksemburski piłkarz, grający na pozycji obrońcy.

## Kariera piłkarska

### Kariera klubowa
W 2013 roku rozpoczął karierę piłkarską w Jeunesse Esch. Latem 2018 przeszedł do Progrèsu Niedercorn. 3 lipca 2019 przeniósł się do Karpat Lwów.

### Kariera reprezentacyjna
4 czerwca 2014 debiutował w narodowej reprezentacji Luksemburga w meczu z Włochami. Wcześniej występował w juniorskiej reprezentacji U-17 i U-19. Potem bronił barw młodzieżowej reprezentacji Luksemburga.